# Gaillon-sur-Montcient
Gaillon-sur-Montcient è un comune francese di 693 abitanti situato nel dipartimento degli Yvelines nella regione dell'Île-de-France.

## Società

### Evoluzione demografica
Abitanti censiti